# Rifugio Menaggio
Il rifugio Menaggio è un rifugio situato a 1383 m nel comune di Plesio (CO), alle falde del monte Grona.

## Storia
Il rifugio Menaggio fu costruito nel 1962 sulle rovine di una precedente costruzione, la mason del Fedee (stalla del Fedele).

## Caratteristiche e informazioni
La struttura, di proprietà della sezione di Menaggio del CAI, dispone di 24 posti letto (in camerate), telefono, terrazza panoramica, 50 posti tavola interni e 30 esterni.
Il periodo di apertura è continuativo dalla metà di giugno alla metà di settembre. Il resto dell'anno il rifugio è aperto solo nei fine settimana e su prenotazione è possibile alloggiarvi anche fuori periodo.

## Accessi
Il rifugio è raggiungibile dall'abitato di Breglia, in 1,45 h e dai monti di Breglia, in 1 h (ampio posteggio).

## Ascensioni
- Pizzo Coppa, a 15 minuti, con vista oltre che sul lago di Como anche su quello di Piano e di Lugano, sullo sfondo oltre al massiccio del Monte Rosa si intravede il Cervino.
- Monte Grona (1.736 m s.l.m.)
  - via normale: dislivello 336 m, tempo ore 1.15 circa segnaletica bianco/rossa. Il sentiero inizia dietro al rifugio e conduce prima alla Forcoletta, poi risalendo a sinistra la ripida cresta giunge in vetta.
  - Via Direttissima: dislivello 336 m, tempo ore 1 circa, segnaletica bianco/rossa, difficoltà media. Sempre alle spalle del rifugio parte il sentiero per il ripido canalone sud; per la sua esposizione, rispetto alla via normale, è il più utilizzato nel periodo invernale per la rara presenza di neve.
  - Via Ferrata del Centenario CAO: riservata ad alpinisti esperti muniti dell'adeguate attrezzature, tempo ore 2.30; per raggiungere l'attacco della via ferrata seguire in parte il sentiero della via panoramica.
- Sant'Amate (1.612  m s.l.m.) ed alpe Nesdale
- Monte Bregagno (2.107 m s.l.m.) e Bregagnino (1.905 m s.l.m.)
- Pizzo di Gino (2.245 m s.l.m.)

## Traversate
Da e per il Rifugio Sommafiume a 1784 m s.l.m. lungo la via dei Monti Lariani (difficoltà EE; 8 ore circa).

## Galleria d'immagini

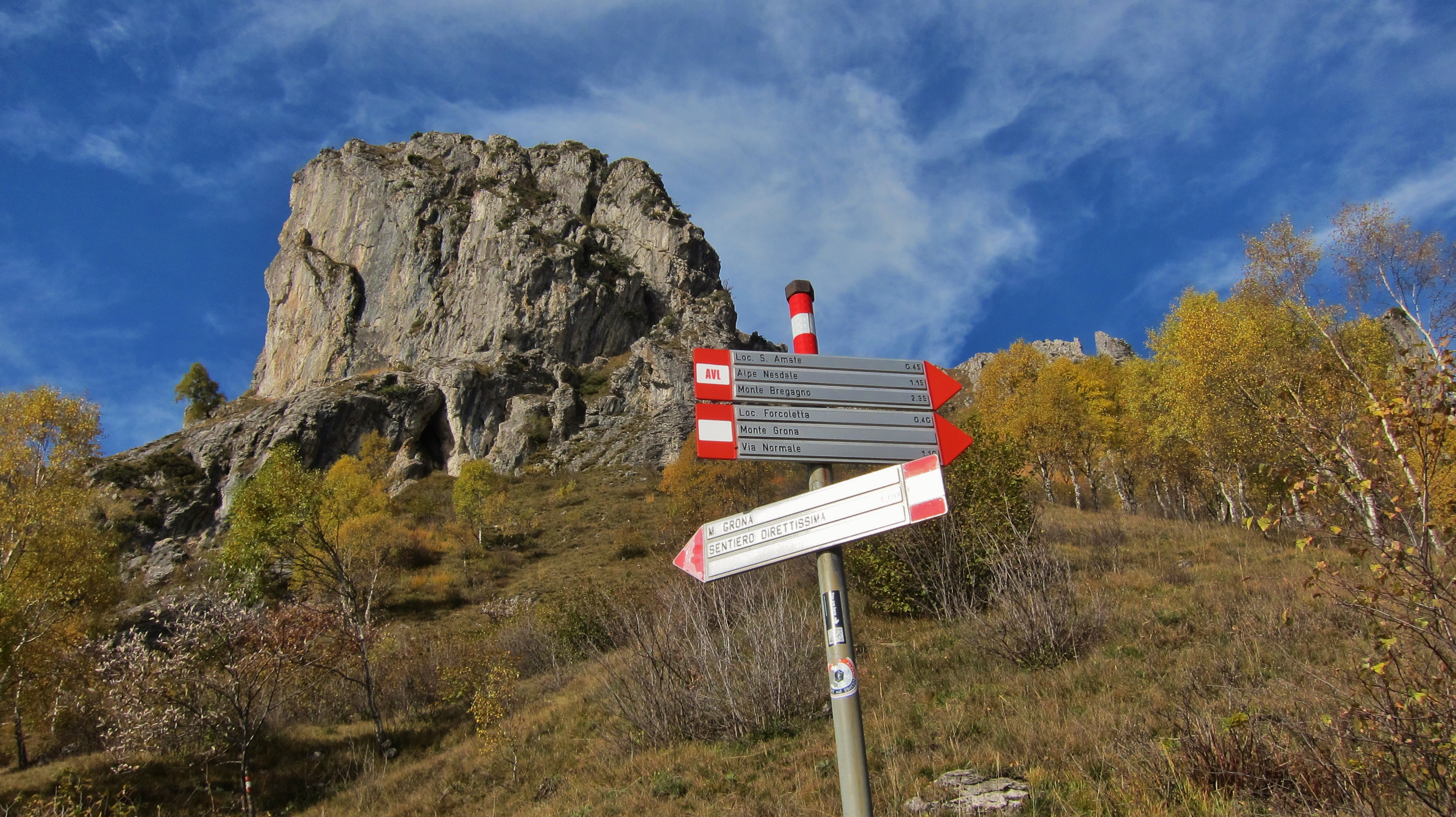
Cartelli segnaletici dei sentieri che partono dal rifugio Menaggio. Sullo sfondo la cima del Monte Grona
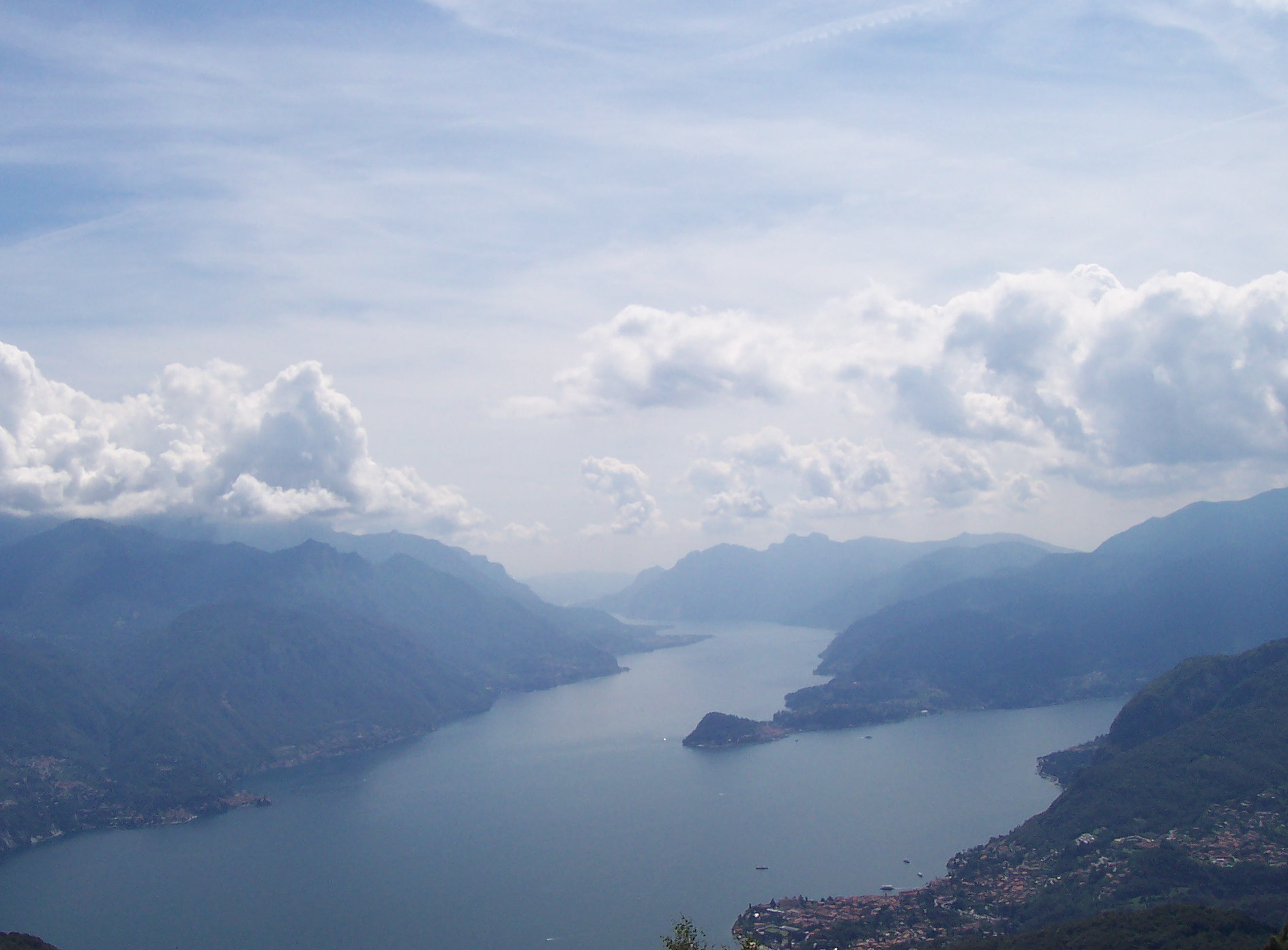
Il Lago di Como visto dal rifugio
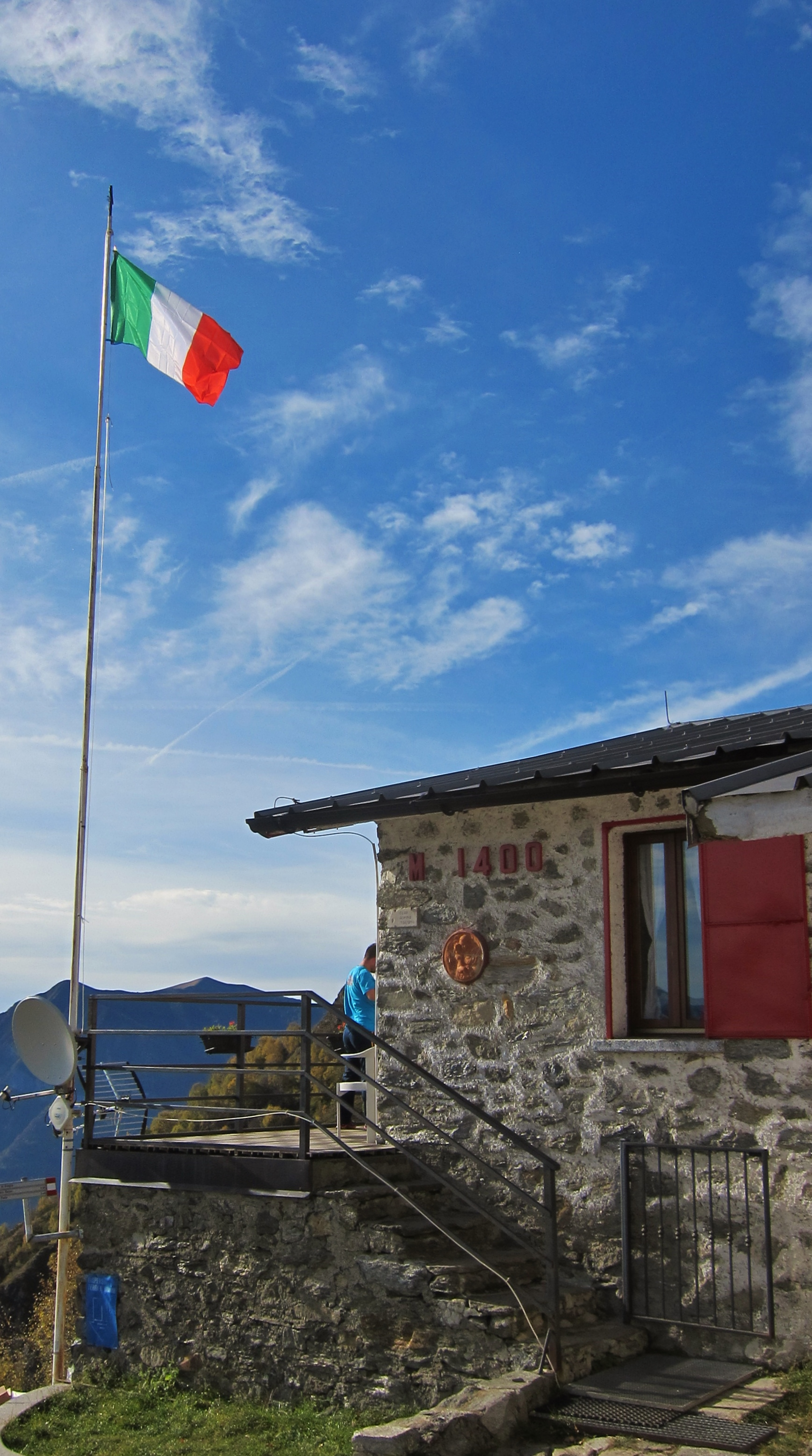
L'esterno del rifugio